# Красимир Коев (офталмолог)
Красимир Цонев Коев е доцент по очни болести и доктор на науките по национална сигурност. Доцент е в Института по електроника на БАН. Съвместно с проф. Лъчезар Аврамов създава първия офталмологичен лазер за нискоинтензивна лазерна терапия в България. Има 6 признати полезни модела и 7 заявления за патенти и един признат патент през 2020 г. Има 200 реални научни публикации, 5 монографии и един учебник по очни болести.

## Кратка биография
В продължение над 33 години е преподавател, доцент по очни болести в Медицински университет – София, както и в клиниката по очни болести в УМБАЛ „Александровска“ и УМБАЛ „Царица Йоанна – ИСУЛ“. Продължително време е бил на специализация в Париж, Франция, където защитава дисертация докторат в Университета „Рене Декарт“ към Сорбоната и Националната очна болница на Франция „Кенз Вент“.
От 2016 г е хоноруван преподавател доцент по очни болести във Факултет по обществено здраве в Русенски университет „Ангел Кънчев“.
През 2018 г. придобива научната степен доктор на науките по национална сигурност след защита на дисертационен труд „Здравеопазването на населението като фактор за устойчиво развитие на системата за националната сигурност“ в УНИБИТ София. В момента е хонорован преподавател в Катедрата по национална сигурност в УНИБИТ, където преподава по Здравна сигурност.

## Научни приноси[2]

### Патенти – изобретения
1. К. Коев, Л. Аврамов, Н. Донков, Н. Станкова. Очна протеза с многофункционално действие и метод за изготвянето ѝ. Заяв. № 112753/18 юни 2018 г. за патент-изобретение.
2. К. Коев, Л. Аврамов, Д. Славов. Апарат за ултравиолетово лъчение за CORNEAL CROSS-LINKING. Заяв. № 112802/13 септември 2018 г. за патент-изобретение. Признат 12 декември 2020 г.
3. К. Коев, Л. Аврамов, Н. Донков. Контактни и вътреочни лещи с функционално нанопокритие и метод за изготвянето им. Заяв. № 112945/ 6 юни 2019 г. за патент-изобретение.
4. А. Николов, Н. Станкова, Л. Аврамов, К. Коев, Н. Недялков, Е. Каракашева. Метод за получаване на сребърни наночастици. Заяв. № 112999/24 септември 2019 г. за патент-изобретение.
5. К. Коев, Л. Аврамов, Широкоспектърни антисептични очни капки. Заяв. № 113012/15 октомври 2019 г. за патент-изобретение.
6. К. Коев, Л. Аврамов, Комбиниран апарат за лазерно лъчение за лечение на очни заболявания. Заяв. за патент-изобретение.
7. К. Коев, Л. Стефанов, С. Стоянов . Хидролатни очни капки – изкуствени сълзи с антисептично действие. Заяв. за патент-изобретение /10 януари 2020 г.

### Признати полезни модели
1. К. Коев, Л. Аврамов, Н. Донков, Н. Станкова. Очна протеза с многофункционално действие. Свидетелство за регистрация на полезен модел рег.№ 3030 U1 15 ноември 2018 г.
2. К. Коев, Л. Аврамов, Д. Славов. Апарат за ултравиолетово лъчение за лечение на очни заболявания. Свидетелство за регистрация на полезен модел рег. №3103 U1 15 февруари 2018 г.
3. Коев, Л. Аврамов, Н. Донков. Контактни и вътреочни лещи с функционално нанопокритие. Признат полезен модел. 2019 г.
4. К. Коев, Л. Аврамов Широкоспектърни антисептични очни капки. Признат полезен модел 2019 г..
5. К. Коев, Л. Аврамов, Комбиниран апарат за лазерно лъчение за лечение на очни заболявания. Признат полезен модел. 2020 г.
6. К. Коев, Л. Стефанов, С. Стоянов. Хидролатни очни капки – изкуствени сълзи с антисептично действие 10 януари 2020 г. Признат полезен модел.

## Професионални членства
1. Френско общество по очни болести – 1992 г.
2. Член на Съюза на учените в България – 1994 г.
3. Почетен член на Канадската асоциация по рефрактивна хирургия и импланти – 1994 г.
4. Световна асоциация по катаракта и Рефрактивна хирургия – 1994 г.
5. Член на интернационалната асоциация на очните хирурзи – 1995 г.
6. Член на ARVO (глобална общност за изследване на очите и зрението) – 1997 г.
7. Асоциация на докторите на науките на Франция – 1998 г.
8. Нюйоркска академия на науките – 2000 г.
9. Европейско глаукомно общество – 2000 г.
10. Дружество по рефрактивна хирургия на Американската академия по офталмология – 2000 г.
11. Евроретина – 2010 г.[3][4]